# تونبرغية غارية الأوراق
تونبرغية غارية الأوراق (الاسم العلمي:Thunbergia laurifolia) هي نوع من النباتات تتبع جنس التونبرغية من الفصيلة الأقنتية.